# Schmuel Winograd
Schmuel Winograd (Tel Aviv, 4 gennaio 1936 – 25 marzo 2019) è stato un informatico, ingegnere elettrico e ricercatore israeliano naturalizzato statunitense.
È noto per i suoi contributi alla complessità computazionale. Ha dimostrato diversi risultati importanti per quanto riguarda gli aspetti computazionali dell'aritmetica; i suoi contributi includono l'algoritmo Coppersmith-Winograd e un algoritmo per la Trasformata di Fourier veloce.
Winograd ha studiato ingegneria elettrica presso il Massachusetts Institute of Technology, conseguendo la laurea e il Master nel 1959. Ha conseguito il dottorato di ricerca al Courant Institute of Mathematical Sciences della New York University nel 1968. È entrato a far parte del personale di ricerca presso l'IBM nel 1961, diventando infine direttore del Dipartimento di scienze matematiche dal 1970 al 1974 e dal 1980 al 1994.

## Premi e Onorificenze
- IBM Fellow (1972)
- Membro dell'Institute of Electrical and Electronics Engineers (1974)
- Premio W. Wallace McDowell (1974)
- Membro, National Academy of Sciences (1978)
- Fellow della Association for Computing Machinery (1994)